# Lasioglossum microdontum
Lasioglossum microdontum är en biart som först beskrevs av Cockerell 1912.  Lasioglossum microdontum ingår i släktet smalbin, och familjen vägbin. Inga underarter finns listade i Catalogue of Life.